# Adelognathus laevicollis
Adelognathus laevicollis là một loài tò vò trong họ Ichneumonidae.